# Zeng Qingping
Zeng Qingping (ur. 15 października 1989) – chińska zapaśniczka w stylu wolnym. Brązowa medalistka mistrzostw Azji w 2009 roku.